# Vasja Bajc
Vasja Bajc (ur. 19 stycznia 1962 w Lublanie) – słoweński skoczek narciarski, reprezentant Jugosławii, olimpijczyk, trener.

## Kariera
Vasja Bajc w latach 1979–1985 oraz w 1988 roku brał udział w m.in.: konkursach Pucharu Świata (najwyżej sklasyfikowany w 21 marca 1980 roku w Planicy – 5. miejsce oraz 14 stycznia 1984 roku w Harrachovie – 9. miejsce), na igrzyskach olimpijskich 1984 w Sarajewie (17. miejsce na skoczni K-90 oraz 15. miejsce na skoczni K-112), a także zdobył brązowy w konkursie drużynowym podczas zimowej uniwersjady 1987 w Szczyrbskim Jeziorze.

## Igrzyska olimpijskie

### Indywidualnie
| 1984 Sarajewo | – | 17. miejsce (K-90), 15. miejsce (K-112) |

### Starty V. Bajca na igrzyskach olimpijskich – szczegółowo
| Miejsce | Dzień     | Rok  | Miejscowość | Skocznia | Punkt K | HS | Konkurs  | Skok 1  | Skok 2 | Nota      | Strata   | Zwycięzca     |
| ------- | --------- | ---- | ----------- | -------- | ------- | -- | -------- | ------- | ------ | --------- | -------- | ------------- |
| 17.     | 12 lutego | 1984 | Sarajewo    | Igman    | K-90    | –  | indywid. | 83,0 m  | 82,0 m | 215,2 pkt | 25,2 pkt | Jens Weißflog |
| 15.     | 18 lutego | 1984 | Sarajewo    | Igman    | K-112   | –  | indywid. | 103,5 m | 94,0 m | 181,4 pkt | 47,8 pkt | Matti Nykänen |

## Mistrzostwa świata

### Indywidualnie
| 1982 Oslo    | – | 42. miejsce (K-85)                      |
| 1985 Seefeld | – | 47. miejsce (K-109), 45. miejsce (K-90) |

### Drużynowo
| 1982 Oslo      | – | 13. miejsce |
| 1984 Engelberg | – | 5. miejsce  |
| 1985 Seefeld   | – | 9. miejsce  |

### Starty V. Bajca na mistrzostwach świata – szczegółowo
| Miejsce | Dzień       | Rok  | Miejscowość | Skocznia                   | Punkt K | HS | Konkurs  | Skok 1  | Skok 2 | Skok 3 | Skok 4 | Nota                  | Strata    | Zwycięzca     |
| ------- | ----------- | ---- | ----------- | -------------------------- | ------- | -- | -------- | ------- | ------ | ------ | ------ | --------------------- | --------- | ------------- |
| 42.     | 21 lutego   | 1982 | Oslo        | Midtstubakken              | K-85    | –  | indywid. | 72,0 m  | 73,0 m | –      | –      | 200,7 pkt             | 41,6 pkt  | Armin Kogler  |
| 13.     | 26 lutego   | 1982 | Oslo        | Holmenkollbakken           | K-105   | –  | druż.    | 80,5 m  | 83,0 m | –      | –      | 557,2 pkt (169,4 pkt) | 161,3 pkt | Norwegia      |
| 5.      | 26 lutego   | 1984 | Engelberg   | Gross-Titlis-Schanze       | K-120   | –  | druż.    | 104,0 m | 97,5 m | –      | –      | 516,6 pkt (154,6 pkt) | 97,7 pkt  | Finlandia     |
| 47.     | 20 stycznia | 1985 | Innsbruck   | Bergisel                   | K-85    | –  | indywid. | 89,0 m  | 90,0 m | –      | –      | 153,9 pkt             | 64,3 pkt  | Per Bergerud  |
| 9.      | 22 stycznia | 1985 | Innsbruck   | Bergisel                   | K-109   | –  | druż.    | 86,0 m  | 89,0 m | –      | –      | 471,0 pkt (147,3 pkt) | 112,0 pkt | Finlandia     |
| 45.     | 26 stycznia | 1985 | Seefeld     | Toni-Seelos-Olympiaschanze | K-90    | –  | indywid. | 78,0 m  | 78,0 m | –      | –      | 170,1 pkt             | 55,2 pkt  | Jens Weißflog |

## Puchar Świata

### Miejsca w klasyfikacji generalnej
| Sezon     | Miejsce          |
| --------- | ---------------- |
| 1979/1980 | 64.              |
| 1980/1981 | nieklasyfikowany |
| 1981/1982 | nieklasyfikowany |
| 1982/1983 | nieklasyfikowany |
| 1983/1984 | 59.              |
| 1984/1985 | nieklasyfikowany |
| 1987/1988 | nieklasyfikowany |

### Miejsca w poszczególnych konkursach Pucharu Świata
| Sezon 1979/1980                                                                       |             |                        |             |               |                        |            |                        |                   |               |             |              |              |              |           |           |              |          |                     |                     |                     |            |         |                     |                     |        |        |        |        |        |        |        |        |        |        |        |
| Cortina d’Ampezzo                                                                     | Oberstdorf  | Garmisch-Partenkirchen | Innsbruck   | Bischofshofen | Sapporo                | Sapporo    | Thunder Bay            | Thunder Bay       | Zakopane      | Zakopane    | Saint-Nizier | Saint-Nizier | Sankt Moritz | Gstaad    | Engelberg | Vikersund    | Lahti    | Lahti               | Falun               | Oslo                | Planica    | Planica | Szczyrbskie Jezioro | Szczyrbskie Jezioro | Punkty |        |        |        |        |        |        |        |        |        |        |
| –                                                                                     | 46          | 57                     | 58          | 84            | –                      | –          | –                      | –                 | –             | –           | –            | –            | –            | –         | –         | –            | –        | –                   | –                   | 5                   | –          | –       | –                   | –                   | 11     |        |        |        |        |        |        |        |        |        |        |
| Sezon 1981/1982                                                                       |             |                        |             |               |                        |            |                        |                   |               |             |              |              |              |           |           |              |          |                     |                     |                     |            |         |                     |                     |        |        |        |        |        |        |        |        |        |        |        |
| Cortina d’Ampezzo                                                                     | Oberstdorf  | Garmisch-Partenkirchen | Innsbruck   | Bischofshofen | Sapporo                | Sapporo    | Thunder Bay            | Thunder Bay       | Sankt Moritz  | Engelberg   | Oslo         | Oslo         | Lahti        | Lahti     | Tauplitz  | Tauplitz     | Tauplitz | Szczyrbskie Jezioro | Szczyrbskie Jezioro | Planica             | Planica    | Punkty  | Punkty              | Punkty              | Punkty | Punkty | Punkty | Punkty | Punkty | Punkty | Punkty | Punkty | Punkty |        |        |
| –                                                                                     | 83          | 59                     | 55          | 49            | –                      | –          | –                      | –                 | –             | –           | –            | –            | –            | –         | –         | –            | –        | –                   | –                   | –                   | –          | 0       | 0                   | 0                   | 0      | 0      | 0      | 0      | 0      | 0      | 0      | 0      | 0      |        |        |
| Sezon 1982/1983                                                                       |             |                        |             |               |                        |            |                        |                   |               |             |              |              |              |           |           |              |          |                     |                     |                     |            |         |                     |                     |        |        |        |        |        |        |        |        |        |        |        |
| Cortina d’Ampezzo                                                                     | Oberstdorf  | Garmisch-Partenkirchen | Innsbruck   | Bischofshofen | Harrachov              | Harrachov  | Lake Placid            | Lake Placid       | Thunder Bay   | Thunder Bay | Sankt Moritz | Gstaad       | Engelberg    | Vikersund | Vikersund | Vikersund    | Falun    | Falun               | Lahti               | Lahti               | Baerum     | Oslo    | Planica             | Planica             | Punkty |        |        |        |        |        |        |        |        |        |        |
| –                                                                                     | 63          | 72                     | –           | –             | –                      | –          | –                      | –                 | –             | –           | –            | –            | –            | –         | –         | –            | –        | –                   | –                   | –                   | –          | –       | –                   | –                   | 0      |        |        |        |        |        |        |        |        |        |        |
| Sezon 1983/1984                                                                       |             |                        |             |               |                        |            |                        |                   |               |             |              |              |              |           |           |              |          |                     |                     |                     |            |         |                     |                     |        |        |        |        |        |        |        |        |        |        |        |
| Thunder Bay                                                                           | Thunder Bay | Lake Placid            | Lake Placid | Oberstdorf    | Garmisch-Partenkirchen | Innsbruck  | Bischofshofen          | Cortina d’Ampezzo | Harrachov     | Liberec     | Sapporo      | Sapporo      | Sarajewo     | Sarajewo  | Lahti     | Lahti        | Falun    | Lillehammer         | Oslo                | Oberstdorf          | Oberstdorf | Planica | Planica             | Punkty              | Punkty | Punkty | Punkty | Punkty | Punkty | Punkty | Punkty | Punkty | Punkty | Punkty | Punkty |
| –                                                                                     | –           | –                      | –           | 35            | 46                     | 65         | 49                     | –                 | 9             | –           | –            | –            | –            | –         | –         | –            | –        | –                   | –                   | –                   | –          | –       | –                   | 8                   | 8      | 8      | 8      | 8      | 8      | 8      | 8      | 8      | 8      | 8      | 8      |
| Sezon 1984/1985                                                                       |             |                        |             |               |                        |            |                        |                   |               |             |              |              |              |           |           |              |          |                     |                     |                     |            |         |                     |                     |        |        |        |        |        |        |        |        |        |        |        |
| Thunder Bay                                                                           | Thunder Bay | Lake Placid            | Lake Placid | Oberstdorf    | Garmisch-Partenkirchen | Innsbruck  | Bischofshofen          | Cortina d’Ampezzo | Sapporo       | Sapporo     | Sankt Moritz | Engelberg    | Harrachov    | Lahti     | Lahti     | Örnsköldsvik | Falun    | Oslo                | Szczyrbskie Jezioro | Szczyrbskie Jezioro | Punkty     | Punkty  | Punkty              | Punkty              | Punkty | Punkty | Punkty | Punkty | Punkty | Punkty | Punkty | Punkty | Punkty | Punkty | Punkty |
| –                                                                                     | –           | –                      | –           | 39            | 31                     | 21         | 37                     | –                 | –             | –           | –            | –            | –            | –         | –         | –            | –        | –                   | –                   | –                   | 0          | 0       | 0                   | 0                   | 0      | 0      | 0      | 0      | 0      | 0      | 0      | 0      | 0      | 0      | 0      |
| Sezon 1987/1988                                                                       |             |                        |             |               |                        |            |                        |                   |               |             |              |              |              |           |           |              |          |                     |                     |                     |            |         |                     |                     |        |        |        |        |        |        |        |        |        |        |        |
| Thunder Bay                                                                           | Thunder Bay | Lake Placid            | Lake Placid | Sapporo       | Sapporo                | Oberstdorf | Garmisch-Partenkirchen | Innsbruck         | Bischofshofen | Gallio      | Sankt Moritz | Gstaad       | Engelberg    | Lahti     | Lahti     | Meldal       | Oslo     | Planica             | Planica             | Punkty              | Punkty     | Punkty  | Punkty              | Punkty              | Punkty | Punkty | Punkty | Punkty | Punkty |        |        |        |        |        |        |
| –                                                                                     | –           | –                      | –           | –             | –                      | –          | –                      | 74                | 52            | –           | –            | –            | –            | –         | –         | –            | –        | –                   | –                   | 0                   | 0          | 0       | 0                   | 0                   | 0      | 0      | 0      | 0      | 0      |        |        |        |        |        |        |
| Legenda                                                                               |             |                        |             |               |                        |            |                        |                   |               |             |              |              |              |           |           |              |          |                     |                     |                     |            |         |                     |                     |        |        |        |        |        |        |        |        |        |        |        |
| 1 2 3 4-10 11-15 poniżej 15 – – zawodnik nie wystartował (lub nie zakwalifikował się) |             |                        |             |               |                        |            |                        |                   |               |             |              |              |              |           |           |              |          |                     |                     |                     |            |         |                     |                     |        |        |        |        |        |        |        |        |        |        |        |

## Turniej Czterech Skoczni

### Miejsca w klasyfikacji generalnej
| Sezon     | Miejsce |
| --------- | ------- |
| 1979/1980 | 63.     |
| 1981/1982 | 65.     |
| 1982/1983 | 86.     |
| 1983/1984 | 42.     |
| 1984/1985 | 20.     |
| 1987/1988 | 107.    |

## Kariera trenerska
Vasja Bajc po zakończeniu kariery sportowej rozpoczął karierę trenerską. W latach 1990–1994 prowadził reprezentację Hiszpanii. Następnie w latach 1994–2002 współpracował z reprezentacją Japonii, gdzie był m.in.: indywidualnym trenerem Kazuyoskiego Funakiego, który pod wodzą Bajca odnosił największe sukcesy w swojej karierze: mistrzostwo (na dużej skoczni) i wicemistrzostwo olimpijskie 1998 (na normalnej skoczni), wygrana w Turnieju Czterech Skoczni 1997/1998, mistrzostwo świata w lotach 1998 oraz 2. miejsce (1997) i 3. miejsce w klasyfikacji generalnej Pucharu Świata (1998).
Sukcesy Kazuyoshiego Funakiego pod wodzą Bajca w latach 1994–2002 (chronologicznie)
| Medal | Zawodnik         | Zawody                      | Rok  |
| ----- | ---------------- | --------------------------- | ---- |
|       | Kazuyoshi Funaki | Turniej Czterech Skoczni    | 1995 |
|       | Kazuyoshi Funaki | Puchar Świata               | 1997 |
|       | Kazuyoshi Funaki | Puchar Świata w lotach      | 1997 |
|       | Kazuyoshi Funaki | Turniej Czterech Skoczni    | 1998 |
|       | Kazuyoshi Funaki | Igrzyska olimpijskie        | 1998 |
|       | Kazuyoshi Funaki | Igrzyska olimpijskie        | 1998 |
|       | Kazuyoshi Funaki | Mistrzostwa świata w lotach | 1998 |
|       | Kazuyoshi Funaki | Puchar Świata               | 1998 |
|       | Kazuyoshi Funaki | Puchar Świata w lotach      | 1998 |
|       | Kazuyoshi Funaki | Mistrzostwa świata          | 1999 |

Następnie w latach 2002–2003 prowadził reprezentację Holandii, a w latach 2003–2004 reprezentację Szwecji. W 2004 roku został trenerem reprezentacji Czech, w której przyczynił się do rozwoju kariery Jakuba Jandy: wygrana w Turnieju Czterech Skoczni 2005/2006, zdobycie Pucharu Świata 2005/2006 oraz wicemistrzostwo (na normalnej skoczni) oraz brązowy medal (na dużej skoczni) mistrzostw świata 2005 w niemieckim Oberstdorfie.
W kwietniu 2006 roku po konflikcie z Czeskim Związkiem Narciarskim odszedł z reprezentacji Czech (powodem odejścia ze stanowiska miała być niekorzystna, niesprzyjająca pracy atmosfera wokół drużyny). Jak sam mówił: "Robimy wszystko co w naszej mocy, każdy daje z siebie maksimum, ale presja jest coraz większa. A zamiast nas wspierać, niektórzy tylko rzucają kłody pod nogi".
Sukcesy podopiecznych Bajca w Czechach w latach 2004–2006 (chronologicznie)
| Medal | Zawodnik    | Zawody                   | Rok  |
| ----- | ----------- | ------------------------ | ---- |
|       | Jakub Janda | Mistrzostwa świata       | 2005 |
|       | Jakub Janda | Mistrzostwa świata       | 2005 |
|       | Jakub Janda | Turniej Czterech Skoczni | 2006 |
|       | Jakub Janda | Puchar Świata            | 2006 |

12 kwietnia 2006 roku został trenerem reprezentacji Słowenii, z którą pracował krótko, gdyż 25 stycznia 2007 roku, po przypadkowym zwycięstwie 20 stycznia 2007 roku w konkursie Pucharu Świata Roka Urbanca w Zakopanem został zwolniony i został zastąpiony przez słynnego fińskiego skoczka narciarskiego – Ari-Pekkę Nikkolę.
Następnie w latach 2007–2014 był trenerem reprezentacji Turcji, w latach 2014–2017 prowadził reprezentację Stanów Zjednoczonych kobiet, a od 5 grudnia 2017 do maja 2021 roku pełnił funkcję trenera reprezentacji Węgier.
Od maja 2021 roku Bajc ponownie pełni funkcję trenera reprezentacji Czech. 25 stycznia 2023 został zwolniony przez czeski związek narciarski z funkcji trenera kadry Czech.